# Reyes Etla
Reyes Etla är en ort i Mexiko.   Den ligger i kommunen Reyes Etla och delstaten Oaxaca, i den sydöstra delen av landet, 300 km sydost om huvudstaden Mexico City. Reyes Etla ligger 1 623 meter över havet och antalet invånare är 3 252.
Terrängen runt Reyes Etla är varierad. Runt Reyes Etla är det mycket tätbefolkat, med 2 431 invånare per kvadratkilometer. Närmaste större samhälle är Oaxaca de Juárez, 18,2 km sydost om Reyes Etla. Omgivningarna runt Reyes Etla är en mosaik av jordbruksmark och naturlig växtlighet.